# Josef Clemens Maurer
Josef Clemens Maurer CSsR (Püttlingen, 13 maart 1900 - Sucre, 27 juni 1990) was een Duits geestelijke en kardinaal van de Rooms-Katholieke Kerk.
Maurer trad na zijn middelbareschooltijd in bij de Redemptoristen, waar hij op 10 september 1921, zijn geloften aflegde. Hij studeerde bij het studiehuis van zijn orde, in het Zwitserse Trois-Epis en aan de Theologische Faculteit in Echternach (Luxemburg). Hij werd op 19 september 1925 priester gewijd. Als missionaris werkte hij vervolgens in Bolivia, waar hij zich vooral ophield onder de Boliviaanse Indianen, en waar hij tussen 1947 en 1950 provinciaal overste was van de redemptoristen in Zuid-Amerika. 
Paus Pius XII benoemde hem op 1 maart 1950 tot titulair bisschop van Cea en tot hulpbisschop van La Paz. Hij ontving zijn bisschopswijding in Rome uit handen van kardinaal-bisschop Adeodato Giovanni Piazza. Nog nauwelijks een jaar later werd hij benoemd tot metropolitaan aartsbisschop van Sucre. Aartsbisschop Maurer nam deel aan het Tweede Vaticaans Concilie.
Tijdens het consistorie van 26 juni 1967 werd Maurer door paus Paulus VI kardinaal gecreëerd. De Santissimo Redentore e Sant'Alfonso in Via Merulana, niet toevallig de hoofdkerk van de redemptoristen in Rome, werd zijn titelkerk. Kardinaal Maurer nam deel aan het conclaaf van augustus 1978 dat  leidde tot de verkiezing van paus Johannes Paulus I en aan dat van oktober 1978 waarbij paus Johannes Paulus II werd gekozen. In 1983 ging hij met emeritaat.
- Gemeinsame Normdatei: 122190408
- International Standard Name Identifier: 0000 0000 3746 5371
- Library of Congress Control Number: n2002098790
- Virtual International Authority File: 13184296
- WorldCat: E39PBJcrhJGw3G9v8Rxpxcrcyd